# 桃井

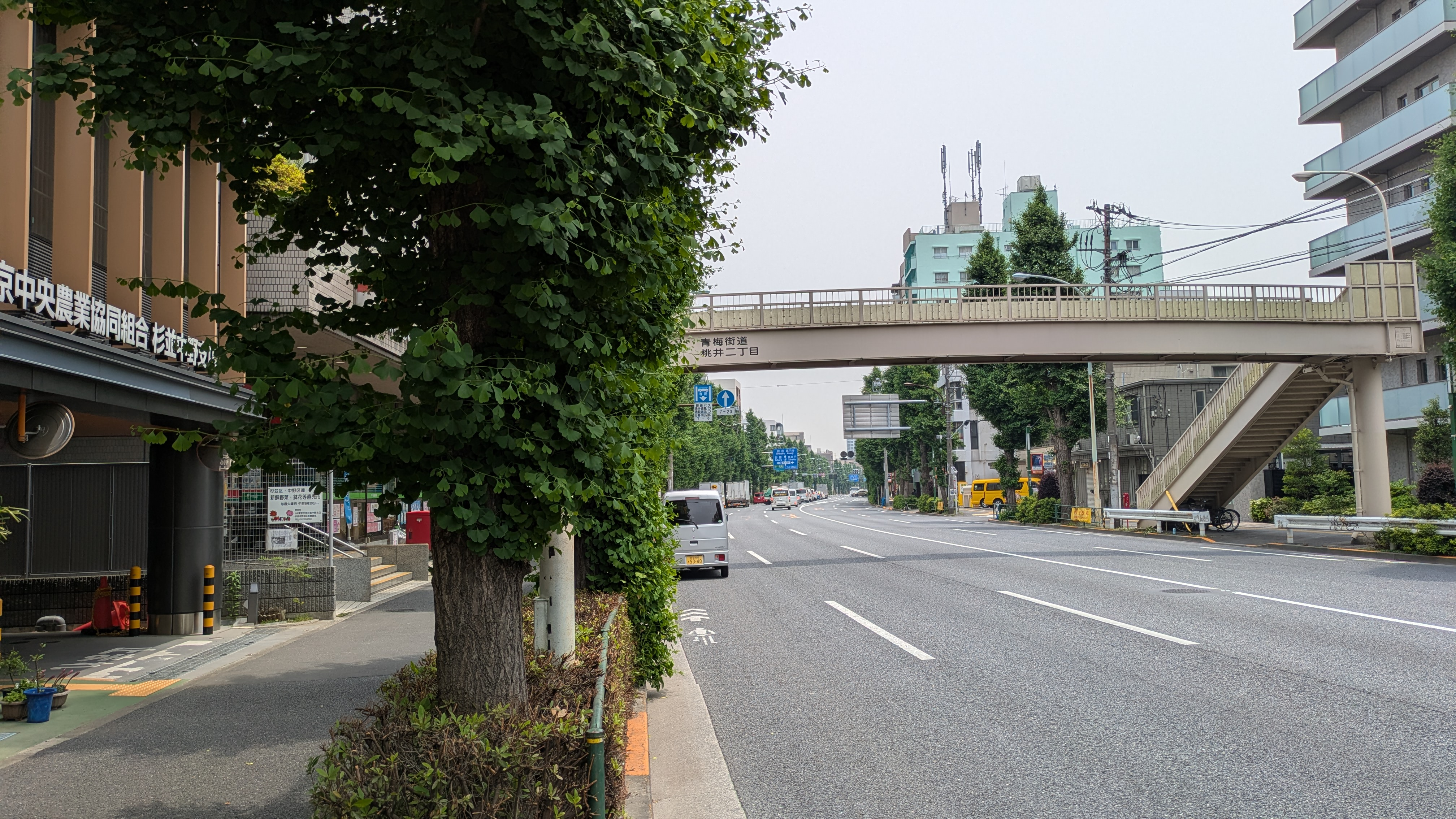
青梅街道　荻窪郵便局付近

桃井（ももい）は、東京都杉並区の町名。現行行政地名は桃井一丁目から桃井四丁目。住居表示実施済み区域である。郵便番号は167-0034（集配局 : 荻窪郵便局）。

## 地理
杉並区の北西部に位置する。町域の東は環八通り（東京都道311号環状八号線）、南は青梅街道（東京都道4号東京所沢線・東京都道5号新宿青梅線）が隣接町域との境となっており、東から西へ一丁目から四丁目が並んでいる。

### 地価
住宅地の地価は、2025年（令和7年）1月1日の公示地価によれば、桃井4-12-21の地点で95万1000円/m2となっている。

## 歴史
練馬区南部から杉並区西部を経て武蔵野市東部にかけては、三宝寺池、善福寺池、井の頭池等に見られるように古くから豊富な地下水と湧水が多く、桃井にも「桃の井」と呼ばれる湧水がある。現在も桃井二丁目にある桃井第一小学校内に「桃の井」は存在するが、現在では、自然湧水ではなくポンプによって地下水が汲み上げられている。
関東大震災を契機として、都心から郊外への人口移動が進む中で、比較的早期に区画整理が行われたため、域内の道路はほぼ東西南北に規則正しく伸びている。

### 地名の由来
桃井の名の由来は、明治8年に地内に建てられた桃井第一小学校に因んでおり、この学校は東京・中野の桃園学校（現在の中野区立桃園小学校）の分校として創設された。翌明治9年に独立した際に桃園の「桃」と旧村名である遅野井村の「井」から名をとって「桃井」と称したといわれている。また桃井が杉並区の町名となったのは戦後の1964年、この地に住居表示が実施されたときである。

## 世帯数と人口
2025年（令和7年）3月1日現在（杉並区発表）の世帯数と人口は以下の通りである。
| 丁目       | 世帯数    | 人口     |
| ---------- | --------- | -------- |
| 桃井一丁目 | 2,169世帯 | 3,890人  |
| 桃井二丁目 | 1,305世帯 | 2,672人  |
| 桃井三丁目 | 1,209世帯 | 2,655人  |
| 桃井四丁目 | 1,420世帯 | 2,495人  |
| 計         | 6,103世帯 | 11,712人 |

### 人口の変遷
国勢調査による人口の推移。
| 年                 | 人口   |
| ------------------ | ------ |
| 1995年（平成7年）  | 8,733  |
| 2000年（平成12年） | 8,641  |
| 2005年（平成17年） | 10,611 |
| 2010年（平成22年） | 11,321 |
| 2015年（平成27年） | 11,856 |
| 2020年（令和2年）  | 12,077 |

### 世帯数の変遷
国勢調査による世帯数の推移。
| 年                 | 世帯数 |
| ------------------ | ------ |
| 1995年（平成7年）  | 4,083  |
| 2000年（平成12年） | 4,300  |
| 2005年（平成17年） | 5,297  |
| 2010年（平成22年） | 5,684  |
| 2015年（平成27年） | 5,948  |
| 2020年（令和2年）  | 6,256  |

## 学区
区立小・中学校に通う場合、学区は以下の通りとなる（2016年1月時点）。
| 丁目       | 番地            | 小学校                 | 中学校             |
| ---------- | --------------- | ---------------------- | ------------------ |
| 桃井一丁目 | 全域            | 杉並区立桃井第一小学校 | 杉並区立井荻中学校 |
| 桃井二丁目 | 全域            | 杉並区立桃井第一小学校 | 杉並区立井荻中学校 |
| 桃井三丁目 | 全域            | 杉並区立桃井第一小学校 | 杉並区立井荻中学校 |
| 桃井四丁目 | 1番 12〜13番    | 杉並区立桃井第一小学校 | 杉並区立井荻中学校 |
| 桃井四丁目 | 2～4番 9～11番  | 杉並区立三谷小学校     | 杉並区立井荻中学校 |
| 桃井四丁目 | 5〜8番 14〜17番 | 杉並区立三谷小学校     | 杉並区立井草中学校 |

## 産業

### 事業所
2021年（令和3年）現在の経済センサス調査による事業所数と従業員数は以下の通りである。
| 丁目       | 事業所数  | 従業員数 |
| ---------- | --------- | -------- |
| 桃井一丁目 | 132事業所 | 850人    |
| 桃井二丁目 | 68事業所  | 988人    |
| 桃井三丁目 | 42事業所  | 975人    |
| 桃井四丁目 | 73事業所  | 565人    |
| 計         | 315事業所 | 3,378人  |

### 事業者数の変遷
経済センサスによる事業所数の推移。
| 年                 | 事業者数 |
| ------------------ | -------- |
| 2016年（平成28年） | 302      |
| 2021年（令和3年）  | 315      |

### 従業員数の変遷
経済センサスによる従業員数の推移。
| 年                 | 従業員数 |
| ------------------ | -------- |
| 2016年（平成28年） | 2,529    |
| 2021年（令和3年）  | 3,378    |

## 交通

### 鉄道
| 隣接する街区の駅                                                                |
| ------------------------------------------------------------------------------- |
| JR中央線 JR中央・総武線各駅停車 東京メトロ丸ノ内線 - 荻窪駅(JC 09)(JB 04)(M 01) |

- エイトライナー ｰｰｰ 同地区を対象とした路線構想

### バス
- 西武バス練馬営業所 ｰｰｰ 周辺の路線を運行している。
- 西武バス上石神井営業所 ｰｰｰ 周辺の路線を運行している。
- 関東バス青梅街道営業所 ｰｰｰ 周辺の路線を運行している。

### 道路
- 青梅街道

## 施設
- 杉並区立桃井第一小学校 - 校歌の冒頭で「明らけく治まる御代の八年（やとせ）春、明けし学びの我が窓は……」と謳われているとおり、明治8年に開校した、杉並区立杉並第一小学校と並び、区内で最も古い小学校のひとつ。名前に桃井とつく小学校は桃井第一小学校から桃井第五小学校まであるが、町域としての桃井に存在するのは桃井第一小学校のみである。桃井二丁目に所在。
- 荻窪郵便局 - 杉並区の北西部、郵便番号167地域を受け持つ集配局。桃井二丁目。
- 荻窪警察署 - 杉並区の北西部を管轄する警察署。玄関手前向かって左側に「ピーポーハウス」と呼ばれる鳥小屋があり、小鳥が飼育されている。桃井三丁目。
- 荻窪消防署 - 杉並区の北西部を管轄する消防署。荻窪警察署と隣接している。桃井三丁目。
- 杉並区立勤労福祉会館・西荻地域区民センター - 区の施設であり、集会などに利用することができる。桃井四丁目。

### かつて存在した施設
旧井荻町役場
- 桃井第一小学校正門手前の青梅街道に面した場所にある。桃井二丁目。

日産自動車荻窪事業所
- 中島飛行機東京工場及び日産自動車荻窪工場跡である。桃井三丁目。
- 桃井三丁目の殆どすべての部分（約9万平米）は、日産自動車荻窪工場として使用されていた。もともとは、大正14年に建設された中島飛行機東京工場であり、以後、富士精密工業、プリンス自動車工業、日産自動車の工場となった。
- この工場では国産ロケットの開発などが行われていたが、1998年に日産自動車宇宙航空事業部が群馬県富岡市に移転したため、工場は閉鎖された。
- 以後、独立行政法人都市再生機構により跡地は防災公園（約4ヘクタール）と市街地（約5ヘクタール）を一体的に整備する「杉並区桃井三丁目プロジェクト」として開発された。市街地には、民間分譲住宅（in the Park荻窪）、民間賃貸住宅（ロイヤルパークス荻窪）、UR賃貸住宅（プロムナード荻窪）、スーパーマーケット（クイーンズ伊勢丹）、介護老人保健施設、保育所等が建設され、防災公園として桃井原っぱ公園が開設されている。
- この地が中島飛行機や日産自動車の跡地であったことは、「中島飛行機発祥地」と記された石碑と桃井三丁目南西部にある日産プリンスの営業所がそれを示すのみである。